# .sy
.sy — национальный домен верхнего уровня для Сирии. Зарезервированы домены второго уровня: .edu.sy, .gov.sy, .net.sy, .mil.sy, .com.sy, .org.sy, .news.sy
Доменом управляет организация под названием Syrian Telecommunications Establishment (STE).